# Down Hearted Blues
Down Hearted Blues (oftmals auch Downhearted Blues) ist der Titel eines populären Bluessongs, den Alberta Hunter und Lovie Austin gemeinsam schrieben.
Hunter, die auch als Sängerin aktiv war, spielte das Stück oft im Zuge eines Engagements bei dem Chicagoer Dreamland Café live, u. a. mit Joe King Oliver, ehe sie 1922 eine erste Aufnahme des Liedes bei Paramount Records machte.
Wirklich berühmt wurde der Song jedoch erst ein Jahr später, als Bessie Smith ihn für ihre Debütsingle aufnahm. Mit Smith ist Clarence Williams am Klavier zu hören. Die Single wurde ein nationaler Erfolg und verkaufte sich insgesamt über zwei Millionen Mal. Dieser Erfolg legte das Fundament für Bessie Smiths Ruhm als eine der erfolgreichsten Blues- und Jazz-Sängerinnen.
So ist es Smiths Coverversion und nicht die Originalfassung von Hunter, die in die National Recording Registry des Library of Congress aufgenommen wurde, mit einem Grammy Hall of Fame bedacht wurde und von der Rock and Roll Hall of Fame als einer jener Songs bezeichnet wurde, die maßgebend für den Rock ’n’ Roll waren.
Viele weitere Musiker haben sich an dem Stück versucht, darunter Fletcher Henderson, Son House, Eva Taylor, Lucille Hegamin oder auch Ella Fitzgerald.
Lyrisch setzt sich der Blues mit den Schwierigkeiten und dem Schmerz unerwiderter Liebe auseinander.